# 야엘 나임
야엘 나임(Yael Naïm, 1978년 2월 6일 ~ )은 애플의 맥북 에어 첫 공개 행사에서 등장한 노래 〈New Soul〉을 계기로 알려진 가수이다. 그녀는 1978년 유태계 튀니지 부모에게서 파리에서 태어났다. 2007년 가을, 그녀의 첫 앨범 "야엘 나임(Yael Naim)"을 발매했다.

## 음반
- 2007년: 《Yael Naim》